# Josep Marín i Sospedra
Josep Marín Sospedra (El Prat de Llobregat, 25 de gener de 1950) és un atleta i entrenador català especialista en proves de marxa. Participà en quatre Jocs Olímpics (1980, 1984, 1988 i 1992) tant a la prova de 20 km com a la 50 km, quedant sempre entre els deu primers. La seva millor classificació fou el quart lloc a la prova de 20 km dels Jocs Olímpics de Seül. A més, fou subcampió del món de 50 km al Campionat del Món d'atletisme de 1983 i medalla de bronze en 20 km al Campionat del Món d'atletisme de 1987, així com, fou campió d'Europa de 20 km i subcampió de 50 km l'any 1982.
Va aconseguir la plusmarca mundial del 50 km marxa al 13 de març de 1983 a València amb una marca de 3h40´46". Actualment és el responsable de la RFEA del sector de marxa.

## Resultats internacionals destacats
| Any  | Competició         | Lloc                      | Resultat | Distància |
| ---- | ------------------ | ------------------------- | -------- | --------- |
| 1980 | Jocs Olímpics      | Moscou, Unió Soviètica    | 5è       | 20 km     |
|      | Jocs Olímpics      | Moscou, Unió Soviètica    | 6è       | 50 km     |
| 1982 | Campionat d'Europa | Atenes, Grècia            | 1r       | 20 km     |
|      | Campionat d'Europa | Atenes, Grècia            | 2n       | 50 km     |
| 1983 | Campionat del Món  | Hèlsinki, Finlàndia       | 2n       | 50 km     |
| 1984 | Jocs Olímpics      | Los Angeles, Estats Units | 6è       | 20 km     |
| 1985 | Copa del Món       | St. John's, Illa de Man   | 1r       | 20 km     |
| 1987 | Campionat del Món  | Roma, Itàlia              | 3r       | 20 km     |
| 1988 | Jocs Olímpics      | Seül, Corea del Sud       | 4t       | 20 km     |
|      | Jocs Olímpics      | Seül, Corea del Sud       | 5è       | 50 km     |
| 1990 | Campionat d'Europa | Split, Iugoslàvia         | 5è       | 50 km     |
| 1992 | Jocs Olímpics      | Barcelona, Catalunya      | 9è       | 50 km     |

## Campionats de Catalunya
- 11 vegades campió: (1975, 1976, 1978, 1979, 1980, 1981, 1982, 1983, 1985, 1988 i 1990)

## Honors
- 2 vegades millor atleta espanyol de l'any al 1979 i 1982.
- 5 vegades millor atleta català de l'any al 1979-82-83-87-88.[3]